# Universiteit van Jordanië
De Universiteit van Jordanië (Arabisch: الجامعة الأردنية) is een publieke onderzoeksuniversiteit, gevestigd in Amman, Jordanië. De universiteit werd opgericht in 1962 en is het oudste en grootste instituut voor hoger onderwijs in Jordanië. 
In de QS World University Rankings van 2020 staat de Universiteit van Jordanië wereldwijd op een 601-650ste plaats en op een 10de plaats in de ranglijst voor Arabische landen, waarmee het de hoogst genoteerde Jordaanse universiteit op de lijst is.